# Thomas S. Foley
Pour les articles homonymes, voir Thomas Foley.
Thomas S. Foley, né le 6 mars 1929 et mort le 18 octobre 2013, est un avocat un homme politique américain, membre du Parti démocrate. Il est représentant du 5e district de l'État de Washington de 1965 à 1995 et président de la Chambre des représentants de 1989 à 1995.
Foley est le premier président de la Chambre des représentants depuis 1862 à être battu lors de sa campagne de réélection. De 1997 à 2001, il occupe le poste d'ambassadeur au Japon sous l'ère Clinton. Il est président du groupe nord-américain de la commission Trilatérale de 2001 à 2008.

## Historique électoral

### Chambre des représentants des États-Unis
| Année | Thomas S. Foley | Républicain | Libertarien | Indépendant |
| ----- | --------------- | ----------- | ----------- | ----------- |
| Année |                 |             |             |             |
| 1964  | 53,45 %         | 46,55 %     | —           | —           |
| 1966  | 56,54 %         | 43,46 %     | —           | —           |
| 1968  | 56,79 %         | 43,21 %     | —           | —           |
| 1970  | 67,03 %         | 32,97 %     | —           | —           |
| 1972  | 81,25 %         | 18,75 %     | —           | —           |
| 1974  | 64,35 %         | 35,65 %     | —           | —           |
| 1976  | 58,01 %         | 40,59 %     | 0,94 %      | 0,45 %      |
| 1978  | 48,00 %         | 42,75 %     | —           | 9,26 %      |
| 1980  | 51,90 %         | 48,10 %     | —           | —           |
| 1982  | 64,30 %         | 35,70 %     | —           | —           |
| 1984  | 69,68 %         | 30,32 %     | —           | —           |
| 1986  | 74,72 %         | 25,28 %     | —           | —           |
| 1988  | 76,39 %         | 23,61 %     | —           | —           |
| 1990  | 68,91 %         | 31,19 %     | —           | —           |
| 1992  | 55,18 %         | 44,82 %     | —           | —           |
| 1994  | 49,08 %         | 50,92 %     | —           | —           |